# Сламна вас
Сламна вас (словен. Slamna vas) је насељено место у општини Метлика, регија Југоисточне Словеније, Словенија.

## Историја
До територијалне реорганизације у Словенији била је у саставу старе општине Метлика.

## Становништво
У попису становништва из 2011. године, Сламна вас је имала 117 становника.
| Број становника према пописима | Број становника према пописима | Број становника према пописима |
| ------------------------------ | ------------------------------ | ------------------------------ |
| 1991                           | 2002                           | 2011                           |
| 113                            | 103                            | 117                            |